# San Cipirello
San Cipirello (Sancipirreḍḍo in siciliano) è un comune italiano di 4 842 abitanti della città metropolitana di Palermo in Sicilia.

## Storia
La nascita di San Cipirello è legata a quella del paese limitrofo di San Giuseppe li Mortilli, vecchio nome di San Giuseppe Jato.
L'11 marzo del 1838, delle forti e continue piogge causarono una frana che distrusse i 2/3 dell'abitato di San Giuseppe lì Mortilli, senza però causare vittime. Le famiglie disastrate in parte trovarono riparo nelle zone del paese rimaste intatte, in parte ritornarono ai loro paesi di origine, in parte si spostarono verso sud, in contrada Sancipirello. Un decreto reale del 21 luglio 1838 stabilì che i disastrati potessero costruire le loro case nella contrada Sancipirello, sita a circa mezzo miglio dal comune di San Giuseppe lì Mortilli. Il sito venne messo a disposizione gratuitamente dalla Principessa di Camporeale, Laura Acton Beccadelli.
Nel 1841 nuove e abbondanti piogge fecero temere un nuovo disastro, ragion per cui il sindaco di San Giuseppe lì Mortilli provvide allo sloggiamento di alcune case pericolanti e al divieto di costruirne delle nuove, autorizzando allo stesso tempo la costruzione di nuove abitazioni in contrada Sancipirello.
Dopo un'ennesima calamità, la terza in tre anni, si ebbe un ulteriore esodo di famiglie verso la suddetta contrada, tanto che nel 1841 questa già offriva una chiesetta e contava ben 700 anime.
Il nuovo agglomerato urbano di Sancipirello necessitava di un disegno per l'impianto urbanistico e il progetto proposto prevedeva 4 piazze con fontane e i quattro canti della cittadina (creati dall'incrocio del cardo e del decumano) abbelliti da quattro fontane. Ancora oggi, lo sviluppo urbanistico di Sancipirello mostra la traccia del disegno originario e l'aspirazione a creare il paese come una piccola città ideale. Il progetto prevedeva una pianta quadrata con un reticolo ordinato di strade e piazze, con una planimetria dominata dalla chiesa principale.
Il progetto della nuova chiesa venne realizzato dall'architetto Fra' Serafino (1841 circa) che volle dare imponenza e sacralità alla struttura realizzando una struttura simile alla basilica di San Francesco d'Assisi di Palermo. La realizzazione del progetto venne poi seguita e ripresa dall'architetto Achille Viola (1850-1924), che curò anche la definizione del prospetto.
In breve tempo, gli abitanti del nuovo agglomerato urbano chiesero ripetutamente di divenire un comune autonomo.
Nel 1847 già per la seconda volta i Sancipirellesi reiterarono le istanze di autonomia che però si perdeva nei meandri della burocrazia. Ne approfittarono gli abitanti con i moti del 1848 tanto da autoproclamarsi comune scegliendo i loro rappresentanti.
Il 15 maggio 1848, con la Restaurazione borbonica, San Cipirello tornò ad essere una borgata di San Giuseppe lì Mortilli.
Gli abitanti del piccolo centro dovettero attendere l'Unità d'Italia perché il nuovo agglomerato urbano di San Cipirello ottenesse l'autonomia, che fu messa all'atto il 2 giugno 1864 e definita con Legge n. 2048 dell'11 dicembre 1864, in vigore dal 4 gennaio 1865.
Assieme al comune di San Giuseppe Jato, il comune di San Cipirello costituisce un curioso caso di doppia enclave comunale all'interno del comune di Monreale.

### Simboli
Lo stemma e il gonfalone del comune di San Cipirello sono stati concessi con decreto del presidente della Repubblica Italiana del 12 settembre 1953.
Stemma
Gonfalone

## Società

### Evoluzione demografica
Abitanti censiti

## Amministrazione
Di seguito è presentata una tabella relativa alle amministrazioni che si sono succedute in questo comune.
| Periodo          | Periodo          | Primo cittadino    | Partito                            | Carica  | Note  |
| ---------------- | ---------------- | ------------------ | ---------------------------------- | ------- | ----- |
| 25 giugno 1988   | 21 novembre 1991 | Carmelo Motta      | Partito Comunista Italiano         | Sindaco | [ 9 ] |
| 12 dicembre 1991 | 13 luglio 1992   | Bartolomea Sgrò    | Democrazia Cristiana               | Sindaco | [ 9 ] |
| 13 luglio 1992   | 7 giugno 1993    | Antonino Inzirillo | Partito Democratico della Sinistra | Sindaco | [ 9 ] |
| 22 giugno 1993   | 26 giugno 1996   | Antonino Inzirillo | -                                  | Sindaco | [ 9 ] |
| 1º dicembre 1997 | 28 maggio 2002   | Calogero Trupiano  | lista civica                       | Sindaco | [ 9 ] |
| 28 maggio 2002   | 15 maggio 2007   | Calogero Trupiano  | lista civica                       | Sindaco | [ 9 ] |
| 15 maggio 2007   | 8 maggio 2012    | Antonino Giammalva | lista civica                       | Sindaco | [ 9 ] |
| 8 maggio 2012    | 11 giugno 2017   | Antonino Giammalva | lista civica                       | Sindaco | [ 9 ] |
| 11 giugno 2017   | 11 ottobre 2021  | Vincenzo Geluso    | lista civica                       | Sindaco | [ 9 ] |
| 13 giugno 2022   | in carica        | Vito Cannella      | lista civica                       | Sindaco | [ 9 ] |

### Gemellaggi
- Lucera Gemellaggio avvenuto a Lucera il 10 aprile 1988 nel nome di Federico II, fra le delegazioni di San Cipirello e la città di Lucera. Lucera è la città in cui nel 1223 Federico II deportò la popolazione saracena della roccaforte di Jato (sita un tempo sull'omonimo monte), al culmine della lotta armata fra i musulmani e le truppe sveve.